# Leekerweg
Leekerweg is een buurtschap en straat/weg in de gemeente Drechterland, in de Nederlandse provincie Noord-Holland. Voor 1 januari 2006 behoorde de buurtschap bij de gemeente Venhuizen.
Leekerweg is gelegen tussen Oosterleek en Wijdenes. De buurtschap ontstond geleidelijk langs de weg die tussen de genoemde dorpen lag. Eerst waren het slechts een paar boerderijen die in het buitengebied stonden langs deze weg. Later kwamen daar meer bij en begon men de wegbenaming als plaatsduiding te gebruiken. Later kwamen er ook vrijstaande huizen bij, en een aantal dichter op elkaar staande huizen.
De eerste paar huizen bij Oosterleek vallen formeel bij/onder dat dorp, de rest van de plaats valt formeel onder Wijdenes. Een groot deel zelfs valt direct onder de binnenkom van dat dorp.

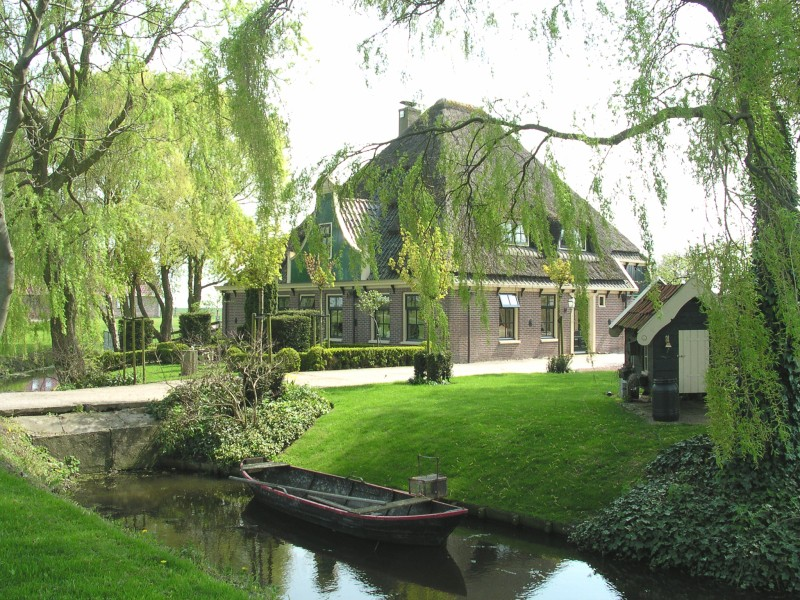
Stolpboerderij met in de sloot een Westfriese schuit
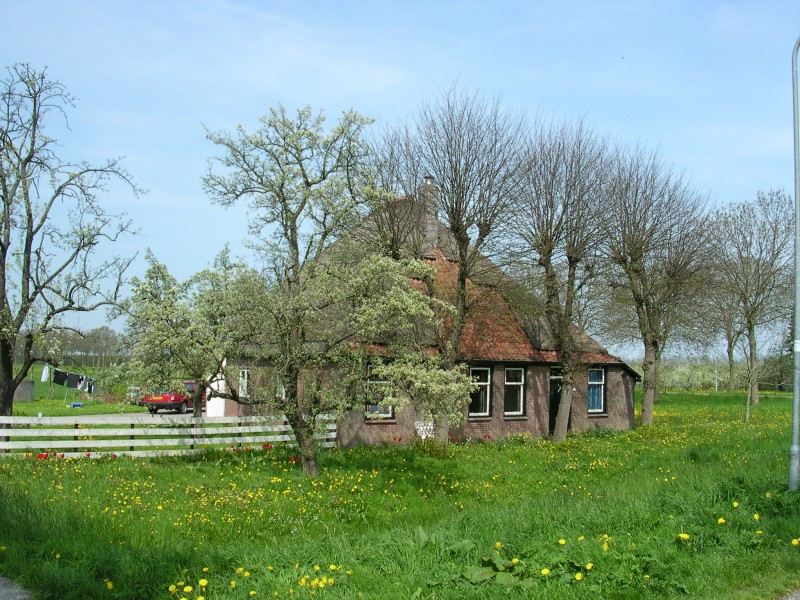
Stolpboerderij verscholen achter de bomen

Dorpen: Hem · Hoogkarspel · Oosterblokker · Oosterleek · Schellinkhout · Venhuizen · Westwoud · Wijdenes

Buurtschappen: Binnenwijzend · Blokdijk · De Bangert (deels) · De Buurt · De Hout · De Weed · Kraaienburg · Leekerweg · Munnickaij (deels) · Oostergouw · Oosterwijzend · Oudijk · Tersluis · Westerbuurt · Westerwijzend · Wijmers · Zittend
Noord-Holland: Steden en dorpen      Nederland: Provincies · Gemeenten